# Đào hoa nguyên ký

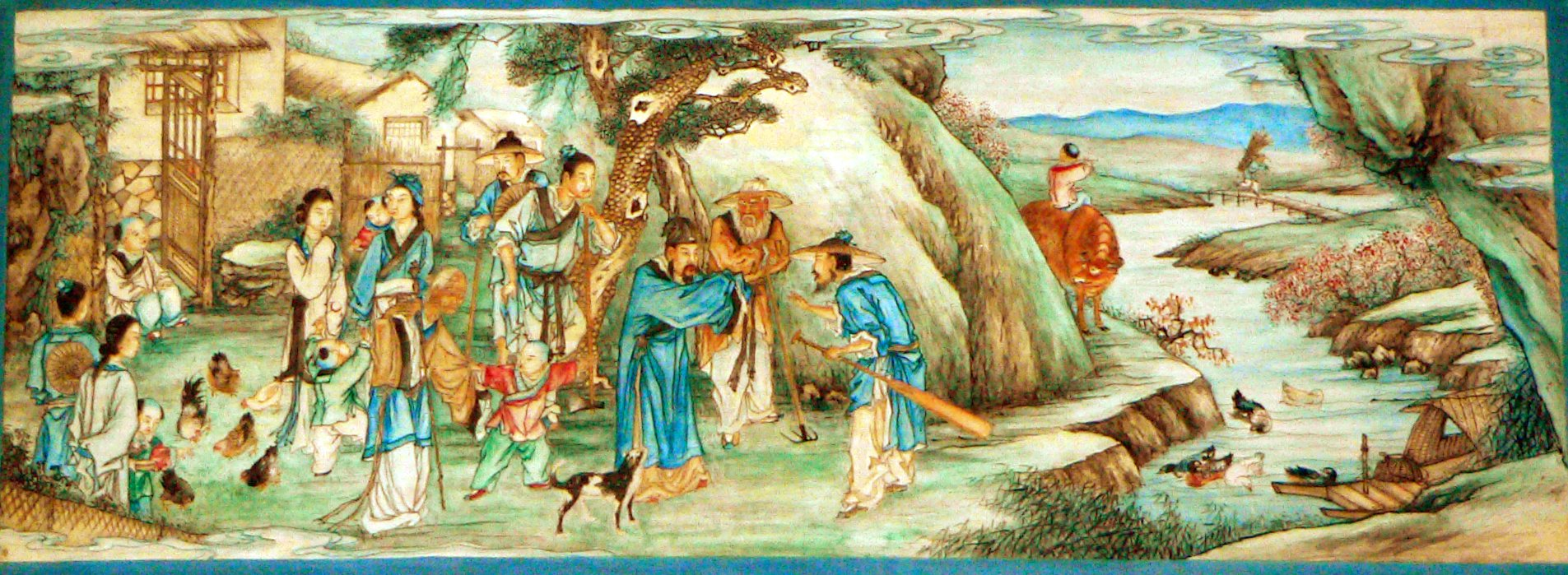
Tranh màu Tô Thức tại Di Hòa Viên, Bắc Kinh, miêu tả tích Đào Nguyên.

Đào hoa nguyên ký (chữ Hán: 桃花源記) hay Đào hoa nguyên (桃花源), là một trong những sáng tác nổi tiếng của Đào Tiềm, một danh sĩ trong lịch sử văn học cổ điển Trung Quốc.

## Tóm tắt bài ký
Bài ký này vốn là của Đào Tiềm, sáng tác vào năm Vĩnh Sơ thứ 2 (421) thời Tây Tấn. Văn chương miêu tả một xã hội không có chiến loạn, không có áp bách, tự cấp tự túc, mỗi người tự đắc, đối lập hẳn với tình hình xã hội lúc bấy giờ của nhà Tấn. Ý tưởng của tác giả muốn vẽ nên một khung cảnh xã hội lý tưởng, cũng lấy ý phản kháng hiện thực xã hội.

## Bài thơ
Bài Đào hoa nguyên thi (桃花源詩) là một tác phẩm của Đào Tiềm, theo thể ngũ ngôn, không lâu sau khi sáng tác bài ký.
| 桃花源詩 ... 嬴氏乱天纪，贤者避其世。 黄绮之商山，伊人亦云逝。 往迹浸复湮，来径遂芜废。 相命肆农耕，日入从所憩。 桑竹垂馀荫，菽稷随时艺；春蚕收长丝，秋熟靡王税。 荒路暧交通，鸡犬互鸣吠。 俎豆独古法，衣裳无新制。 童孺纵行歌，班白欢游诣。 草荣识节和，木衰知风厉。 虽无纪历志，四时自成岁。 怡然有馀乐，于何荣智慧！奇踪隐五百，一朝敞神界。 淳薄既异源，旋复还幽蔽。 借问游方士，焉测尘嚣外。 愿言蹑清风，高举寻吾契。 | Đào hoa nguyên thi ... Doanh thị loạn thiên kỷ, hiền giả tị kỳ thế. Hoàng khỉ chi thương sơn, y nhân diệc vân thệ. Vãng tích tẩm phục yên, lai kính toại vu phế. Tương mệnh tứ nông canh, nhật nhập tòng sở khế. Tang trúc thùy dư ấm, thục tắc tùy thời nghệ; xuân tàm thu trường ti, thu thục mĩ vương thuế. Hoang lộ ái giao thông, kê khuyển hỗ minh phệ. Trở đậu độc cổ pháp, y thường vô tân chế. Đồng nhụ túng hành ca, ban bạch hoan du nghệ. Thảo vinh thức tiết hòa, mộc suy tri phong lệ. Tuy vô kỷ lịch chí, tứ thời tự thành tuế. Di nhiên hữu dư nhạc, vu hà vinh trí tuệ! Kỳ tung ẩn ngũ bách, nhất triều sưởng thần giới. Thuần bạc kí dị nguyên, toàn phục hoàn u tế. Tá vấn du phương sĩ, yên trắc trần hiêu ngoại. Nguyện ngôn niếp thanh phong, cao cử tầm ngô khế. |

## Nhận xét
Trích trong:
- Sách Từ điển văn học (bộ mới):

...Như bài Quy khứ lai từ (Lời từ biệt khi về), ở Đào hoa nguyên ký, ông cũng đã dựng lên một hình ảnh một xã hội tươi đẹp. Đây chỉ là xã hội không tưởng của người sản xuất nhỏ in dấu ấn khá đậm của quan niệm " nước nhỏ dân ít" của Lão Tử. Tuy vậy, cũng thể hiện sự phủ định mạnh mẽ của Đào Uyên Minh đối với hiện thực đen tối và phản ảnh phần nào nguyện vọng của nhân dân đương thời...
- Sách Văn học Trung Quốc (tập 1):

Chính vì đã từng tự cày cấy mà ăn, từng chia sẻ nỗi buồn với nhà nông, mà Đào Tiềm mới tạo ra cái thế giới không tưởng Suối hoa đào.
Phân tích Đào hoa nguyên ký thì thấy thế giới ấy chẳng khác gì một xã hội thời nguyên thủy: không có giai cấp, không có triều đại nào cả... nên ở đó, không phải nạp thuế, không bị bốc lột, mọi người đều vui sướng cày bừa nuôi thân.
Mô tả như vậy, tức là Đào Tiềm đã dùng những hình ảnh sinh động, mạnh dạn phủ nhận sự tồn tại của vua chúa, của giới quý tộc, phê phán chế độ xã hội đương thời, mơ ước một xã hội thuần phác, yên vui, ai nấy đều lao động và được hưởng thành quả lao động của mình.
Bài ký này cùng với nhiều bài thơ khác như Quy viên điền cư, Ẩm tửu... tác giả đã ca tụng cảnh sống ẩn cư trong lao động, nhàn hạ và cách biệt với đời. Điều này có nghĩa ít nhiều, chúng đều ảnh hưởng tư tưởng của Lão Trang.

## Điển cố văn học
Đào hoa nguyên ký, gọi tắt là Đào Nguyên còn là một điển tích văn học để chỉ nơi tiên cảnh. Vì Đào hoa nguyên có thể hiểu là suối hoa đào, hay động đào, động bích, động nguyên bích...
Điển cố Đào Nguyên được nhắc đến trong nhiều sáng tác văn chương cổ điển, chẳng hạn như:
Rước mừng, đón hỏi, dò la
Đào Nguyên lạc lối đâu mà đến đây?
(Truyện Kiều, câu 191, 192. Kiều mơ thấy Đạm Tiên)
Xắn tay mở khoá động đào
Rẽ mây trông tỏ lối vào thiên thai.
(Truyện Kiều, câu 391, 392. Kim Kiều tương ngộ)
Ôi lòng ta khao khát tới Đào Nguyên
Hỡi xứ thanh tao thế giới hư huyền...
(thơ Vũ Hoàng Chương)
Lá đào rơi rắc lối thiên thai
Suối tiễn oanh đưa luống ngậm ngùi
(Tống biệt, thơ Tản Đà)
Phỏng xưa Từ Thức rong chơi
Đào Nguyên lạc bước lại rời trần ai
(Hồng trần khao khát, thơ Nguyễn Chí Thiện)